# Enemies to lovers

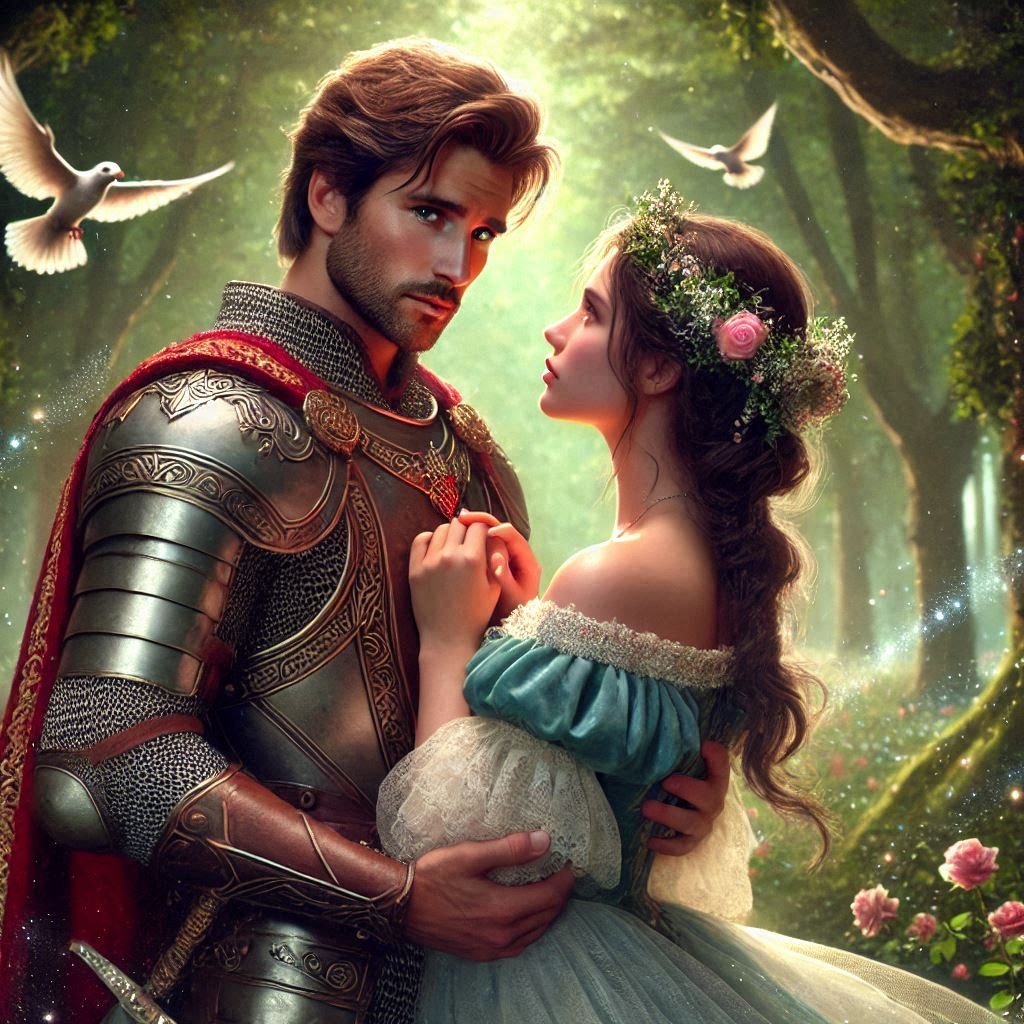
Una ilustración genérica, creada con DALL-E 3, de un mundo de fantasía romántico típico.

El cliché "Enemies to lovers" o de enemigos a amantes en español, es un tropo narrativo utilizado en la literatura, el cine y otros medios que, como indica su nombre, consiste en una relación conflictiva, antagónica o de enemistad, usualmente por parte de los personajes principales, que gradualmente acaba desencadenando en una relación más o menos romántica.
Se ha convertido en uno de los tópicos más extendidos entre las novelas de romance y, en los últimos años, ha habido un especial incremento de este estereotipo en las novelas de fantasía y del llamado género "Romantasy". 

## Características
Este cliché se caracteriza por una evolución gradual de la relación entre dos personajes que, usualmente, comienzan la trama enfrentados por diferencias ideológicas, rivalidades personales de algún tipo o conflictos de poder. A medida que la trama avanza, estos personajes van acercándose física y emocionalmente por diversos factores, lo que permite el desarrollo de una relación amorosa.
Este conflicto inicial es un gran recurso narrativo para generar tensión y crear personajes redondos, permitiendo tratar temas como el perdón, la redención, el crecimiento personal o la eliminación de los prejuicios. 

## Orígenes y ejemplos clásicos
Uno de los ejemplos más emblemáticos y de los que más se habla a la hora de investigar este fenómeno es el de la obra clásica Orgullo y prejuicio (1813) de Jane Austen, donde los personajes principales Elizabeth Bennet y Mr. Darcy comienzan una relación turbulenta, llena de malentendidos, prejuicios y opiniones erróneas antes de llegar a esa declaración y conclusión final de amor mutuo. 
También podemos encontrar este tópico en otros obras como Mucho ruido y pocas nueces de William Shakespeare, donde los personajes de Beatriz y Benedicto pasan de la burla y la hostilidad al afecto sincero. 
Muchos autores y entendidos en el tema opinan que este cliché no se daba realmente en este tipo de obras, y pueden asociarlas más con el de "rivals to lovers": una mera rivalidad o malentendido que desencadena en una historia de amor. 

## Usos en la cultura popular contemporánea
En la actualidad, este cliché se ha consolidado como uno de los más frecuentes en novelas juveniles, especialmente del llamado "Romantasy", literatura romántica contemporánea y adaptaciones cinematográficas. Su presencia se ha vuelto tan habitual que muchas autoras exitosas como Sarah J. Maas o Rebecca Yarros la incluyen asiduamente en sus novelas. 

## Críticas
Críticos y académicos han debatido si este tropo refuerza la autonomía femenina en contextos de poder desigual o si, por el contrario, perpetúa modelos tóxicos dentro de la atracción romántica. Algunos artículos señalan que la tensión inherente a este tópico puede ser usada como recurso para profundizar el desarrollo personal de los personajes aunque también existe el riesgo dejustificar actitudes abusivas o tóxicas en nombre del amor. 

## Ejemplos destacados
Algunos de los ejemplos más famosos de este cliché literario son los siguientes:

### Literatura
- La saga El príncipe cruel de Holly Black.
- La saga Empíreo, cuyo primer libro es Alas de Sangre, de Rebecca Yarros.
- Serie Una corte de rosas y espinas de Sarah J. Maas, especialmente el primer libro.
- La trilogía El reino de los malditos de Kerri Maniscalco.
- Orgullo y prejuicio de Jane Austen.

### Cine y televisión
- La bella y la bestia (1991): película de Disney y demás adaptaciones, original del clásico cuento de hadas.
- Orgullo y prejuicio la película.
- Buffy cazavampiros (1997-2003).
- Crónicas vampíricas (serie de televisión).